# Ordre de Chéronée
 (mai 2023).

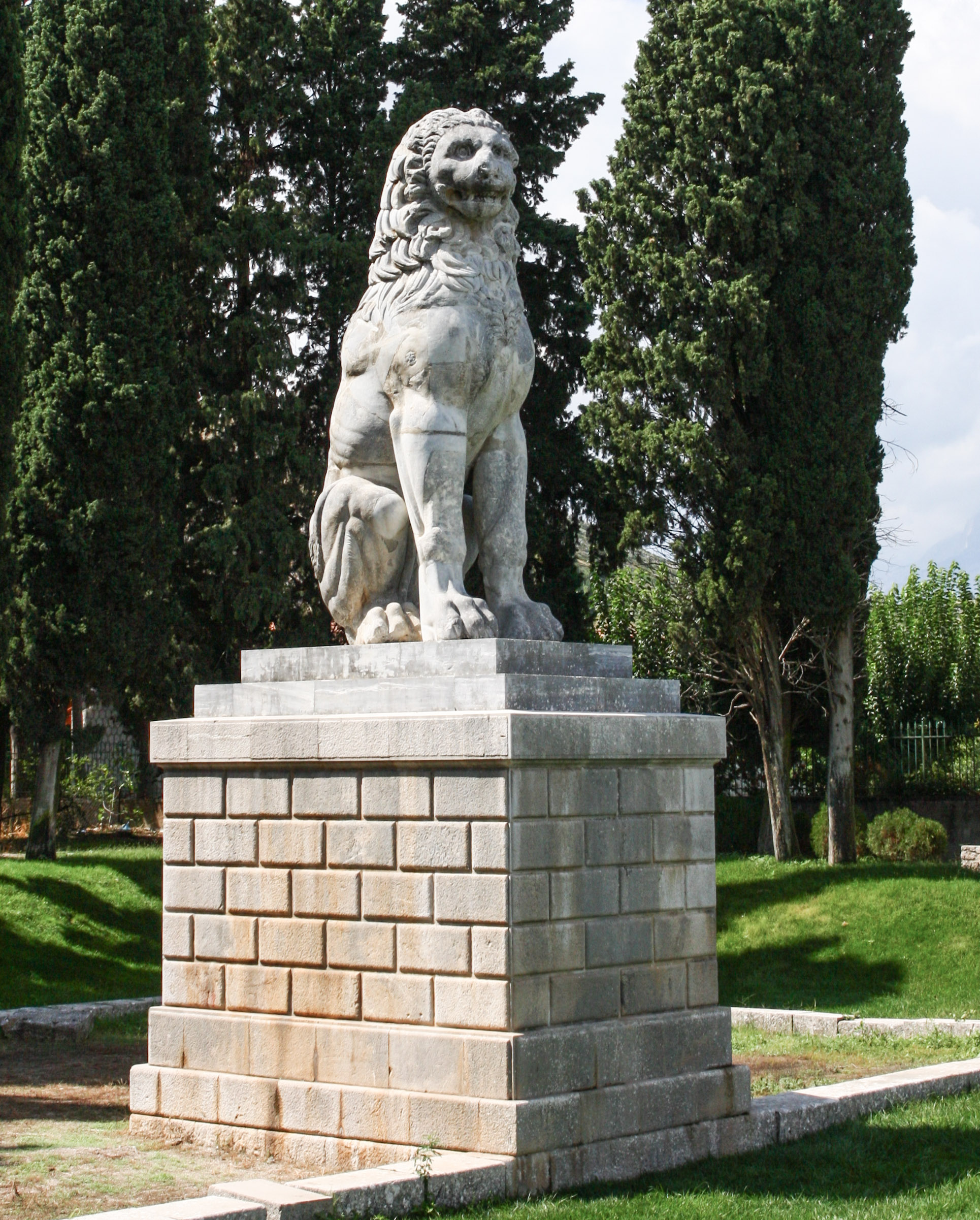
Le Lion de Chéronée, probablement érigé par les Thébains pour commémorer les morts de la bataille de Chéronée qui a vu la destruction du Bataillon sacré.

L'Ordre de Chéronée (en anglais : Order of Chaeronea) était une société secrète homosexuelle. Il a été fondé par George Cecil Ives (en), en 1897, en raison de sa conviction que les homosexuels ne seraient pas acceptés ouvertement dans la société et devaient donc disposer d'un moyen de communication clandestin.
Il s'agit de l'une des premières associations d'homosexuels du Royaume-Uni. Montague Summers, Laurence Housman, ou encore Oscar Wilde en auraient fait partie.
La société porte le nom du lieu de la bataille où le Bataillon sacré de Thèbes a été anéantie en 338 av. J.-C..
Elle regroupe de nombreux poètes dit uraniens.